# Brunswick (higo)
Brunswick es un cultivar de higuera de tipo Higo Común Ficus carica, bífera es decir con dos cosechas por temporada la de brevas en primavera-verano e higos de verano-otoño, con higos de epidermis de color de fondo bronce verde marronáceo  con sobre color violeta verdoso. Se cultiva principalmente en Reino Unido, Portugal, Australia, Chile y Texas, y es muy popular en los jardines privados de Estados Unidos.

## Sinonimia
- „Castle Kennedy“,[5][6]
- „Kennedy“,
- „Magnolia“,[7]
- „Madonna“,[8]
- „Dalmatian“,
- „Black Naples“,
- „Brunswig“,
- „Clementine“,
- „Dalmatia“,
- „Broad White Turkey“,[9]
- „Quarter Pounder“[10][11][12]

## Historia
Según informaciones extraídas del libro de Ira J. Condit “The Fig”:
“De un año a otro, el color de la piel puede variar desde tonos dorados a vinos. El peso de los higos varía de 75 gramos a 125 gramos con un ostiolo muy abierto que los hace vulnerables a Carpophilus”.
Su nombre 'Castle Kennedy' es debido al castillo Kennedy en Escocia. Probablemente como una variedad del Reino Unido cultivado en un invernadero.
También conocido como 'Brunswick' ya se cultivaba en Inglaterra en 1768 cuando W.Mill. lo describió como un higo piramidal ancho con piel morena, textura densa y sabor bajo.
Fue introducido en los Estados Unidos con el nombre 'Quarter Pounder' (113.4 gramos), que se refiere a una famosa hamburguesa de una marca conocida, lo que indica que es un gran higo. Esta variedad, introducida por Jack Thomas en Georgia (Estados Unidos), tiene mucho que ganar al mantener ese nombre comercial. La opinión general es que es la misma variedad que 'Brunswick'.
Las confusiones que se hacen en esta variedad se deben al hecho de que los escritores ingleses generalmente han descrito e ilustrado las higueras brevales (brevas), en California y Texas, los horticultores describen principalmente la segunda cosecha (higos).
El higo 'Brunswick', bajo el nombre de 'Magnolia', formó la base de la industria del higo seco en Texas. Los árboles se encuentran generalmente en los estados del este y en algunas áreas protegidas de Washington D. C. En California, los árboles son enanos e improductivos, excepto que reciban  una gran cantidad de agua. Las hojas tienen lóbulos estrechos.

## Características
La higuera 'Brunswick' es una variedad de tipo Higo Común bífera, de producción reducida de brevas (frutos más tempranos), sus frutos grandes, con un ostiolo de apertura media, una piel de bronce, una pulpa rosa clara.
Los higos 'Brunswick' (higos de verano) son de tamaño mediano, casi sin cuello, con un ostiolo medio, de color variegado bronce o marrón violáceo, su pulpa es de color ámbar, casi sin grano, con una cavidad de calidad regular.
Las higueras 'Brunswick' son aptos para la siembra en USDA Hardiness Zones 6 a más cálida, producirá mucha fruta durante la temporada de crecimiento, incluso si se congela el suelo en el invierno. Se cultiva en Reino Unido y aguanta bien en algunas zonas de Suecia.
Esta variedad es autofértil y no necesita otras higueras para ser polinizada.

## Cultivo
'Brunswick' son higueras resistentes al frío en áreas donde las temperaturas mínimas invernales no caen por debajo de 5 grados F. (-15 C.). Hay que tener en cuenta, sin embargo, que el tejido del tallo puede dañarse incluso a mucho más de 5 grados F., especialmente si se trata de un periodo prolongado de frío. Las higueras resistentes al invierno asentadas o maduras de varios años son más propensas a sobrevivir a un periodo frío prolongado. Los árboles jóvenes son más propensos a morir en suelos helados, especialmente si tienen "pies encharcados" o raíces cerca de la superficie.
La higuera crece bien en suelos secos, fértiles y ligeramente calcáreos, en regiones cálidas y soleadas. La higuera no es muy exigente y se adapta a cualquier tipo de suelo, pero su crecimiento es óptimo en suelos livianos, más bien arenosos, profundos y fértiles. Aunque prefiere los suelos  calcáreos, se adapta muy bien en suelos ácidos. Teme el exceso de humedad y la falta de agua. En estos 2 casos, se producirá el amarilleamiento de las hojas 
.
Las temperaturas de -10 a -20 grados F (-23 a -26 C) definitivamente matarán a la higuera. De todas maneras en estas zonas y como prevención necesitará algún tipo de protección para el invierno con acolchamiento de los suelos con una gruesa capa de restos vegetales. En la primavera aparecerán ramas vigorosas (y fruta) si el pie ha sido protegido contra las fuertes heladas.